# Bäcker Görtz
Die Bäcker Görtz GmbH mit Sitz in Ludwigshafen am Rhein ist eine Großbäckerei mit eigenem Filialnetz, deren geschäftlicher Schwerpunkt in der Metropolregion Rhein-Neckar liegt.

## Geschichte
Das Unternehmen wurde 1963 vom Vater der heutigen Eigentümer gegründet und wird heute in zweiter Generation von den Brüdern Frank und Peter Görtz geleitet. Im September 2022 gab das Unternehmen bekannt, dass die bisherige Eigentümerfamilie Görtz die Mehrheit am Unternehmen (vorbehaltlich der Zustimmung des Bundeskartellamts) an den norwegischen Finanzinvestor FSN Capital verkaufen wolle. Seit Februar 2024 ist der vorherige Prokurist Daniel Gürtler ebenfalls Geschäftsführer.

## Unternehmenskennzahlen
Im Jahr 2023 erwirtschaftete das Unternehmen einen Umsatz von 173 Mio. Euro. Es beschäftigte im März 2025 etwa 1.900 Mitarbeiter. In der eigenen Backstube im Ludwigshafener Stadtteil Rheingönheim wurden Stand März 2018 rund 50 Tonnen Backwaren am Tag produziert, die mit einer eigenen Fahrzeugflotte von 34 Transportern in die Filialen geliefert wurden. Die 226 Filialen (Stand März 2025) befinden sich primär in der Rhein-Neckar-Region und verteilen sich über die drei Bundesländer Rheinland-Pfalz, Hessen und Baden-Württemberg.